# Particulier
Het bijvoeglijk naamwoord particulier verwijst naar activiteiten in een samenleving, die niet vanuit een bedrijf of vanuit de overheid worden georganiseerd: het particulier initiatief. 
Het zelfstandig naamwoord (een) particulier verwijst naar de individuele burger in de samenleving. 
Particuliere organisaties worden ook wel 'private organisaties' genoemd. Een niet-gouvernementele organisatie is een private organisatie die, onafhankelijk van de overheid, ijvert voor een verondersteld maatschappelijk belang. In de sociologie en de politicologie verwijst de term burgermaatschappij naar het geheel van particuliere organisaties en initiatieven in een samenleving.

## Economie
In de economie betekent particulier meer specifiek "niet tot de overheid behorend", en verwijst naar het zelfstandige bedrijfsleven, dat staat 
tegenover staatsbedrijven en naamloze vennootschappen, waarvan de aandelen in overheidshanden zijn. De overheid verkoopt zijn bedrijven soms aan particulieren.